# Remplacement des F-16 belges

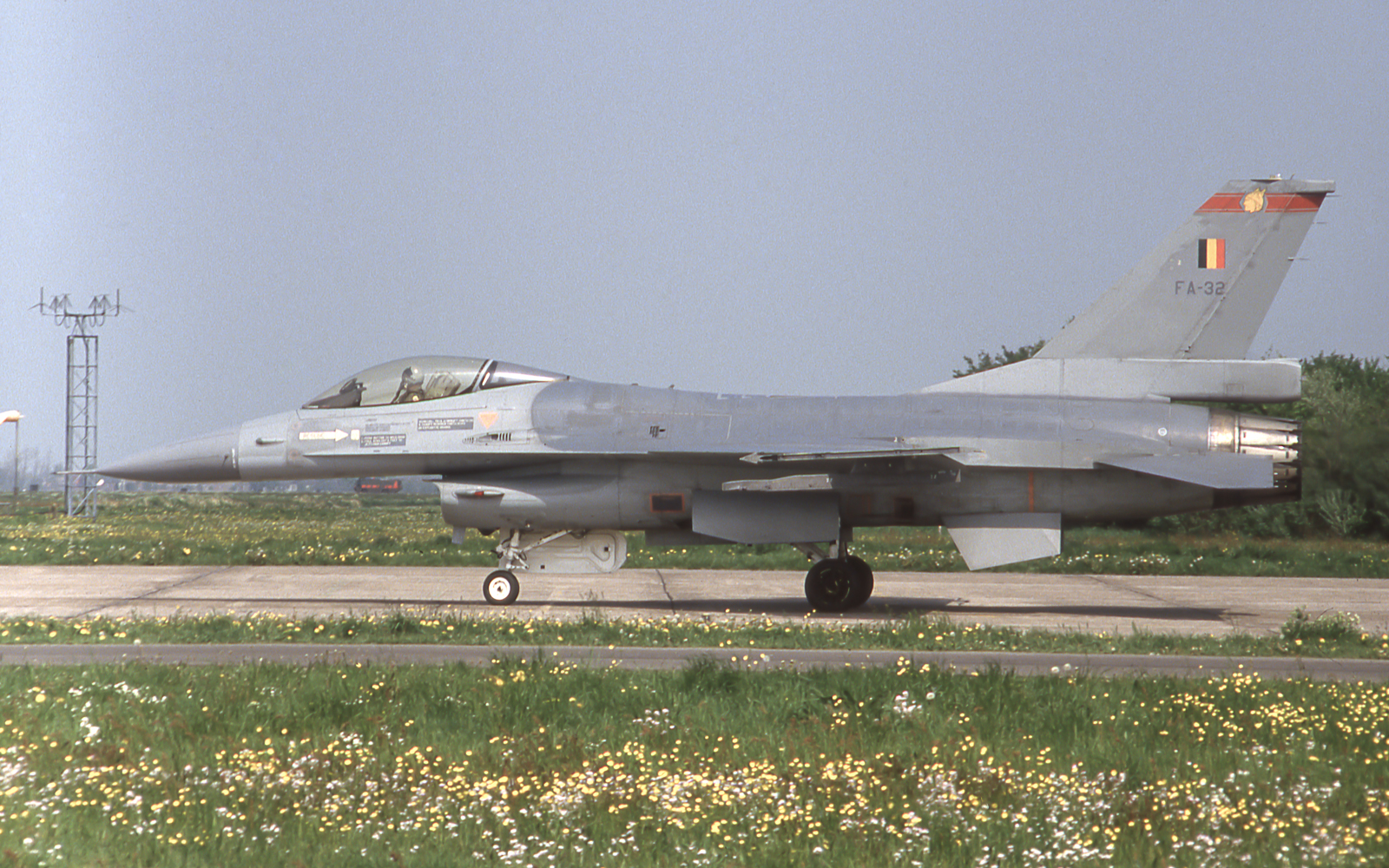
Un F-16A belge en 1986.

La composante air de l'armée belge dispose, en 2018, de 54 F-16 comme avion de chasse principal. À partir de 2017, la question de son renouvellement par un chasseur plus moderne se pose. Parmi les principaux modèles proposés se distinguent le F-35A américain, l'Eurofighter Typhoon européen et le Dassault Rafale français.
Le F-35 est finalement choisi le 25 octobre 2018 pour un montant d'environ 4 milliards d'euros.

## Calendrier
Les F-16 ont été acquis à partir de 1976 lors du Marché du siècle comportant une commande initiale de 116 avions (96 F-16A monoplaces et 20 F-16B biplaces) en remplacement du Lockheed F-104 Starfighter puis une seconde seconde commande, connue comme "Follow On Buy", placée en 1983 pour 44 F-16 supplémentaires (40 monoplaces et quatre biplaces). Ils arriveront en fin de vie au cours de la décennie 2020. Le premier appareil atteignant les 8 000 heures de vol est retiré du service le 8 septembre 2023.
Un appel d'offres de remplacement portant sur 34 appareils est lancé le 17 mars 2017 sous le gouvernement Michel.
La décision est prise en 2018 de prendre le F-35A, la Belgique devenant le 13e pays à rejoindre le programme.
La livraison devait commencer en 2023 avec des essais aux États-Unis à la Luke Air Force Base, le premier F-35 devant arriver sur la base aérienne de Florennes en Belgique en 2025 selon les prévisions d'avril 2019. 
Finalement le premier est livré le 4 décembre 2024. La Composante Air & Espace vise une capacité opérationnelle initiale (IOC) en 2027 et la pleine capacité (FOC) en 2030. Le F-35 prendra la relève du F-16 à partir de 2028.

## Candidats
Parmi les 5 candidats originaux, Boeing et son F-18 ainsi que Saab et son Gripen ont rapidement abandonné, laissant en lice trois concurrents : le Rafale de Dassault, le F-35A de Lockheed Martin et le Typhoon d'Eurofighter GmbH.

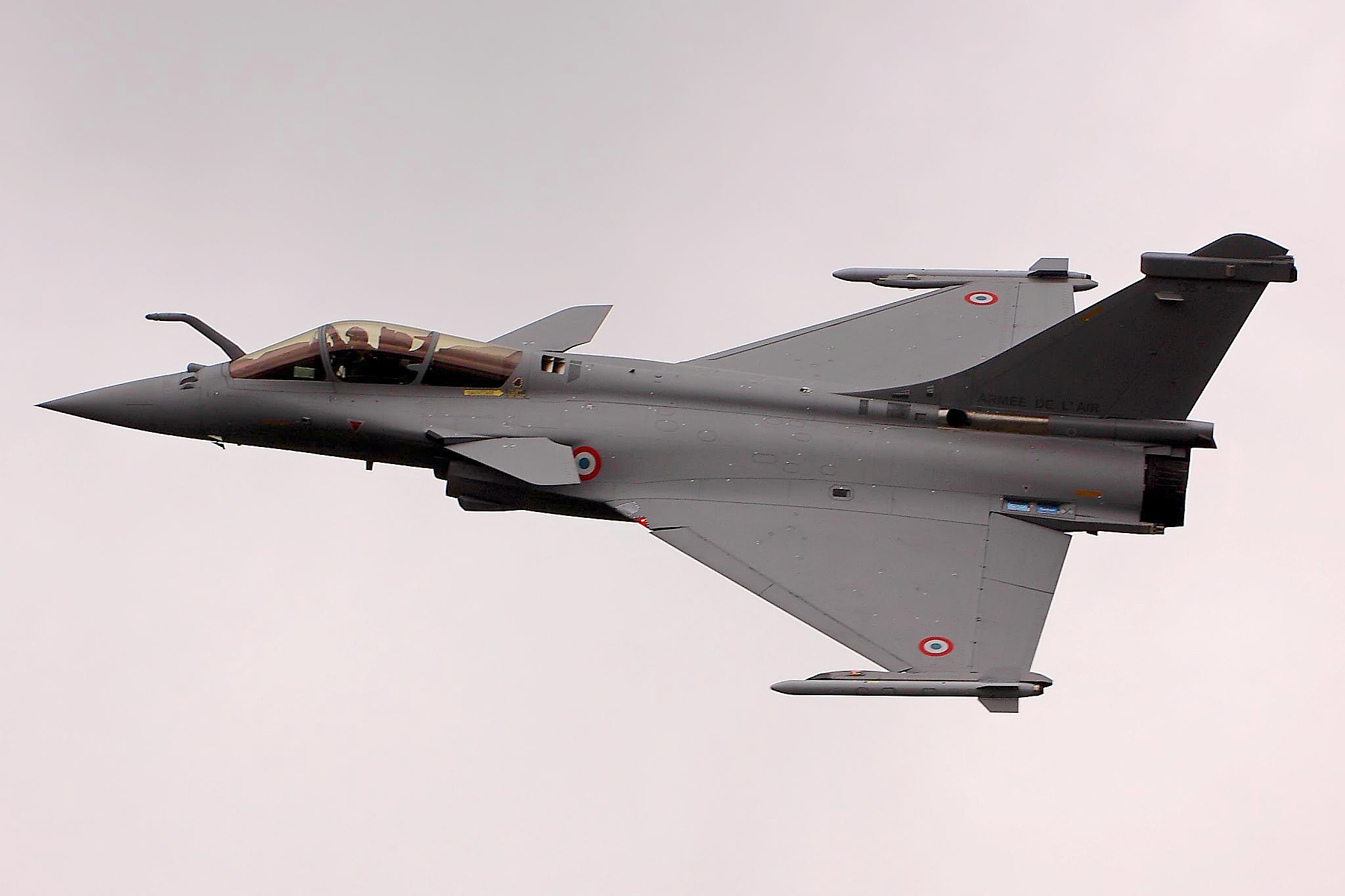
Dassault Rafale
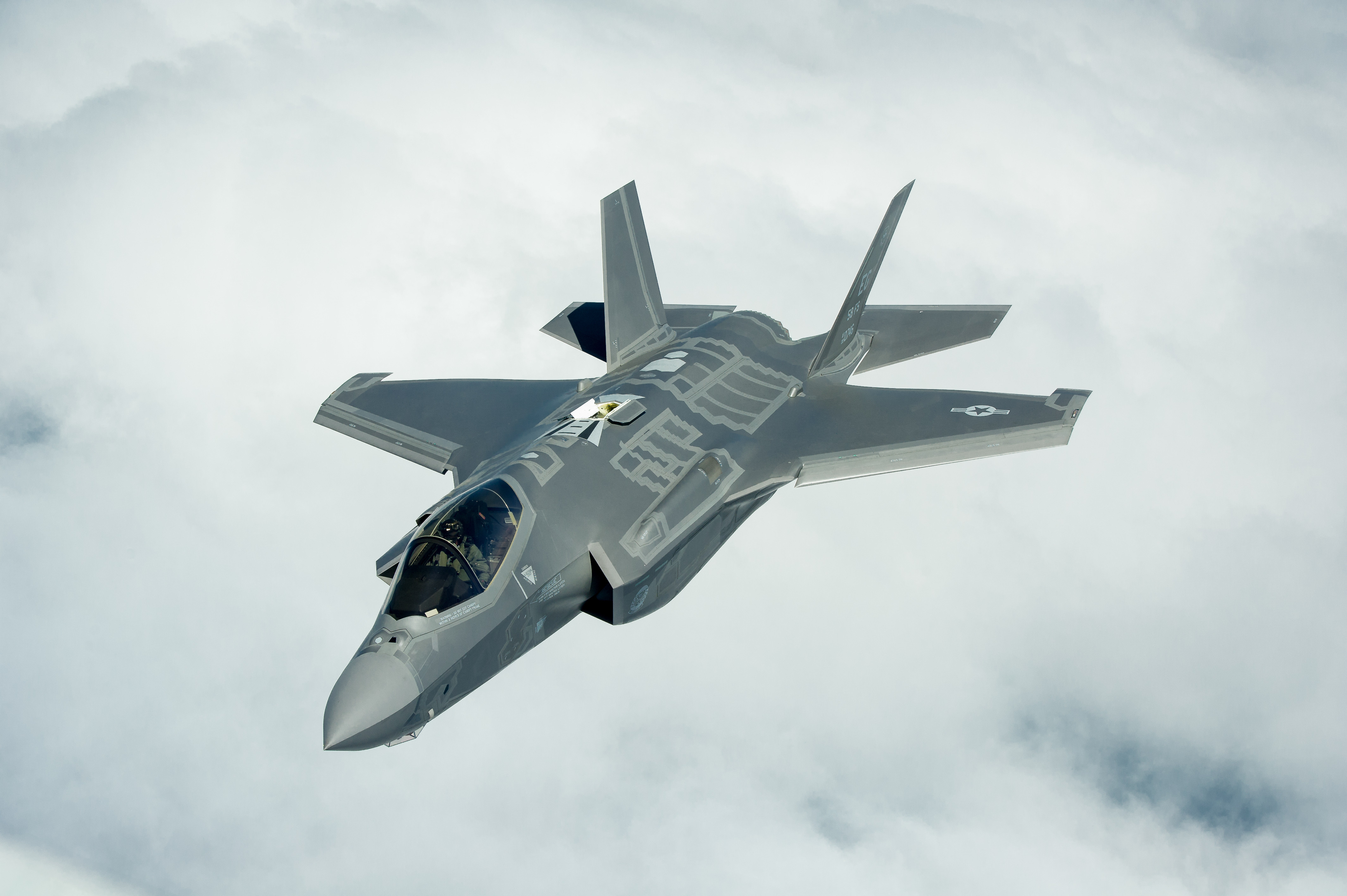
Lockheed Martin F-35 Lightning II
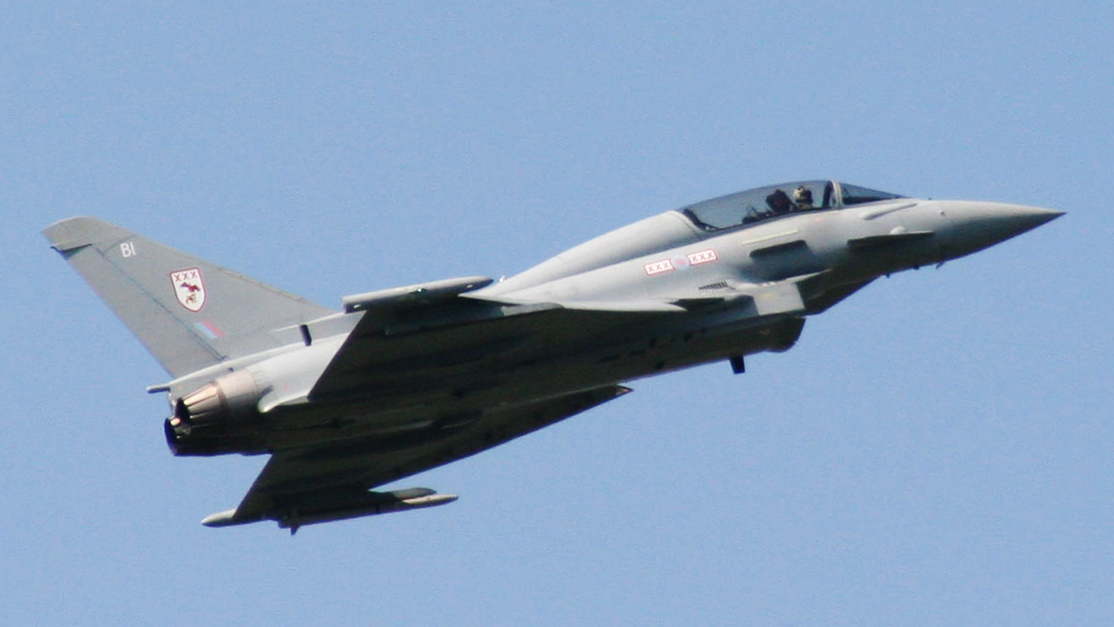
Eurofighter Typhoon

## Polémiques
Plusieurs éléments de ce renouvellement font polémique en Belgique. Le terme de « F-16 Gate » est parfois utilisé pour décrire la situation, qui mêle des éléments militaires aussi bien que politiques.

### Durée de vie des F-16
D'une durée de vie de 8 000 heures, certains F-16 ont déjà passé ce cap. Selon une étude de Lockheed Martin, ils pourraient être prolongés de 6 ans, faisant passer leur date de renouvellement de 2023, comme estimé initialement, à 2029. Sommé de s'expliquer, le ministre N-VA de la défense Steven Vandeput nie avoir caché cette information, et écarte quatre officiers haut-gradés soupçonnés de dissimulation, qui sont ensuite réintégrés après avoir été blanchis par une commission dédiée,.

### Problèmes des F-35
Selon le magazine Défense et Sécurité internationale en octobre 2018, le F-35 est - bien qu'« impressionnant sur le papier » - entaché par un certain nombre de problème dès lors qu'il est utilisé hors du contexte américain : l'appareil serait pas encore opérationnel, voire peu fiable et peu sûr pour l'équipage. Il serait aussi peu modernisable à l'avenir. Encore en développement, les risques liés à l'accroissement de son coût, faisant sortir le F-35 du cadre de l'appel d'offre est aussi soulevé.

### Objectivité de l'appel d'offre
Les concurrents de Lockheed Martin ont exprimé des doutes sur l'objectivité de l'appel d'offre émis par le gouvernement belge, qui serait orienté vers l'achat du F-35. C'est ainsi qu'en avril 2017, Boeing a annoncé ne pas participer à l'appel d'offre. Éric Trappier, PDG de Dassault, a également émis des doutes sur la sincérité de l'appel d'offre.

### Proposition hors appel d'offres
Le Rafale n'a pas été proposé à la Belgique dans le cadre de l'appel d'offres, mais le Ministère des Armées français de Florence Parly a envoyé directement une proposition de partenariat, ce qui n'était pas interdit par l'appel d'offre. La proposition française incluait un partenariat entre la France et la Belgique, impliquant le pays dans le développement des évolutions futures du Rafale ainsi que des retombées en faveur de l'industrie de cette dernière.
Si Charles Michel, Premier ministre MR et l'état-major belge, déclare vouloir étudier cette offre, Steven Vandeput, ministre de la Défense N-VA ne souhaite pas la considérer.

### Positionnement politique
Bart de Wever, président de la N-VA, se positionne contre la prolongation du F-16 ou le choix du Rafale.
Pour Georges Dallemagne du cdH, le choix de l'américain F-35 au lieu du français Rafale serait « une gifle pour les relations franco-belges » et s'inscrirait en faux de l'Europe de la défense, tout en laissant la Belgique dépendante des États-Unis.

### Retombées attendues
Pour Charles Michel, « 30% du F-35 est européen et nous serons attentifs aux retombées économiques ». Des entreprises flamandes et wallonnes devraient ainsi bénéficier du programme. Des retombées pour une valeur de plus de trois milliards d'euros sont attendues, des dirigeants de Lockheed Martin rencontrent les représentants des entreprises belges de l'aéronautique en mars 2019, devant une inquiétude de ces dernières sur la concrétisation des promesses de l'entreprise américaine. En date de 2023, les retombées économiques en Belgique sont presque inexistantes.